# Зли дол
Вижте пояснителната страница за други значения на Зли дол.
Зли дол (на сръбски: Зли Дол или Zli Dol) е село в община Босилеград, Сърбия. Има население от 129 жители (по преброяване от септември 2011 г.).

## Демография
- 1948 – 557
- 1953 – 583
- 1961 – 495
- 1971 – 420
- 1981 – 324
- 1991 – 230
- 2002 – 193
- 2011 – 129

## Етнически състав
(2002)
- 54,92% българи
- 39,37% сърби
- 1,03% югославяни

## Други
На Зли дол е наречена улица в квартал „Западен парк“ в София (Карта).